# Drittel
Drittel var ett äldre rymdmått och även namnet på det laggkärl vari smör exporterades i regel till Tyskland. Ordet kommer av tyskans Drittel (tredjedel) = 1/3 tunna. En drittel smör motsvarade i vikt cirka 50 kg och var egentligen ett holsteinskt mått om 50,8 kg.